# Alethoalaornis agitornis
Alethoalaornis agitornis — вид вимерлих енанціорнісових птахів. Мешкали  в ранній крейдяний період на території сучасного Китаю (провінція Ляонін). Описаний майже по повному скелетові.